# Балезо
Балезо (фр. Balaiseaux) насеље је и општина у источној Француској у региону Франш-Конте, у департману Јура која припада префектури Доле.
По подацима из 2011. године у општини је живело 274 становника, а густина насељености је износила 45,59 становника/km². Општина се простире на површини од 6,01 km². Налази се на средњој надморској висини од 222 метара (максималној 222 m, а минималној 196 m).

## Демографија
| 1962. | 1968. | 1975. | 1982. | 1990. | 1999. | 2011. |
| ----- | ----- | ----- | ----- | ----- | ----- | ----- |
| 164   | 180   | 135   | 179   | 211   | 188   | 274   |

График промене броја становника у току последњих година